# Aldrien
Pour les articles homonymes, voir Adrien.
Aldrien (Audren en gallois) (393 - 464) est un chef légendaire des Bretons d'Armorique. 

## Biographie légendaire
Il apparaît dans l'Historia regum Britanniae de Geoffroy de Monmouth du XIIe siècle sous le nom d'Aldroenus comme le « quatrième roi depuis Conan » qui règne sur la Petite Bretagne ce qui en fait selon l'historiographie postérieure un fils de Salomon Ier d'Armorique. Guithelin archevêque de Londres lui propose le trône de l'île de Bretagne qu'il refuse mais il envoie son jeune frère Constantin avec 2 000 hommes pour le conquérir et Constantin devient roi sous le nom de Constantin II.
En vieux gallois on le nomme Aldrien ap Selyfan, c'est-à-dire fils de Salomon. Il est considéré donc comme le fils de Salomon Ier roi de Bretagne et de Flavia ferch Patricius Flavius, soit Flavia fille du patrice Flavius en gallois. Selon la tradition il prend les armes contre les Romains et les chasse de Nantes, Guérande, Saint-Malo et Léon, puis s'avance jusque dans l'Orléanais.
Il aurait épousé une princesse irlandaise et Dom Morice lui attribue comme enfants:
- Erich de Cornouaille,
- Emrys/Eusèbe
- Budic dit Llydaw, ce qui signifie Bretagne armorique en gallois.

## Fondateur légendaire de Châtelaudren
Selon les Cronicques & Ystoires des Bretons de Pierre Le Baud:

« Et dit l'acteur du livre des faits d'Arthur qu'Audroan estoit lors en un notable chastel situé en une vallée de la région Trocorente que l'un nomme Herile, lequel chastel le vulgal appelle encore du nom d'iceluy roy Chastel Audroen. »

Dans un travail récent Stéphane Morin réfute le rôle de fondateur de la cité Châtelaudren attribué à Aldrien/Audren par la tradition:

« Quoiqu'en disent les anciens chroniqueurs du Moyen-Âge tardif, la fondation supposée de Châtelaudren au Ve siècle par le roi Audren, réputé descendant et 3e successeur de Conan Mériadec, semble devoir être reléguée au rang de légende. »

## Article lié
- Liste des rois légendaires d'Armorique